# 경상북도립점촌공공도서관
경상북도립점촌공공도서관은 대한민국 경상북도 문경시 소재의 도서관이다.

## 연혁
- 1989년 4월 13일 점촌시공공도서관 설립인가(점촌시 조례315호)
- 1990년 3월 26일 점촌시공공도서관 착공
- 1990년 7월 20일 점촌시공공도서관 개관
- 1991년 3월 25일 경상북도립점촌공공도서관으로 명칭 변경(경상북도 조례 제2016호)
- 1999년 1월 1일 경상북도립문경공공도서관 통합, 가은분관 설치(경상북도 조례 제2525호)
- 1999년 3월 1일 경상북도평생학습관으로 지정
- 1999년 6월 25일 디지털자료실 오픈
- 2008년 4월 1일 상호대차서비스 실시
- 2008년 4월 4일 홈페이지 개편
- 2010년 7월 23일 홈페이지 개편